# Barro (Ponte Vedra)

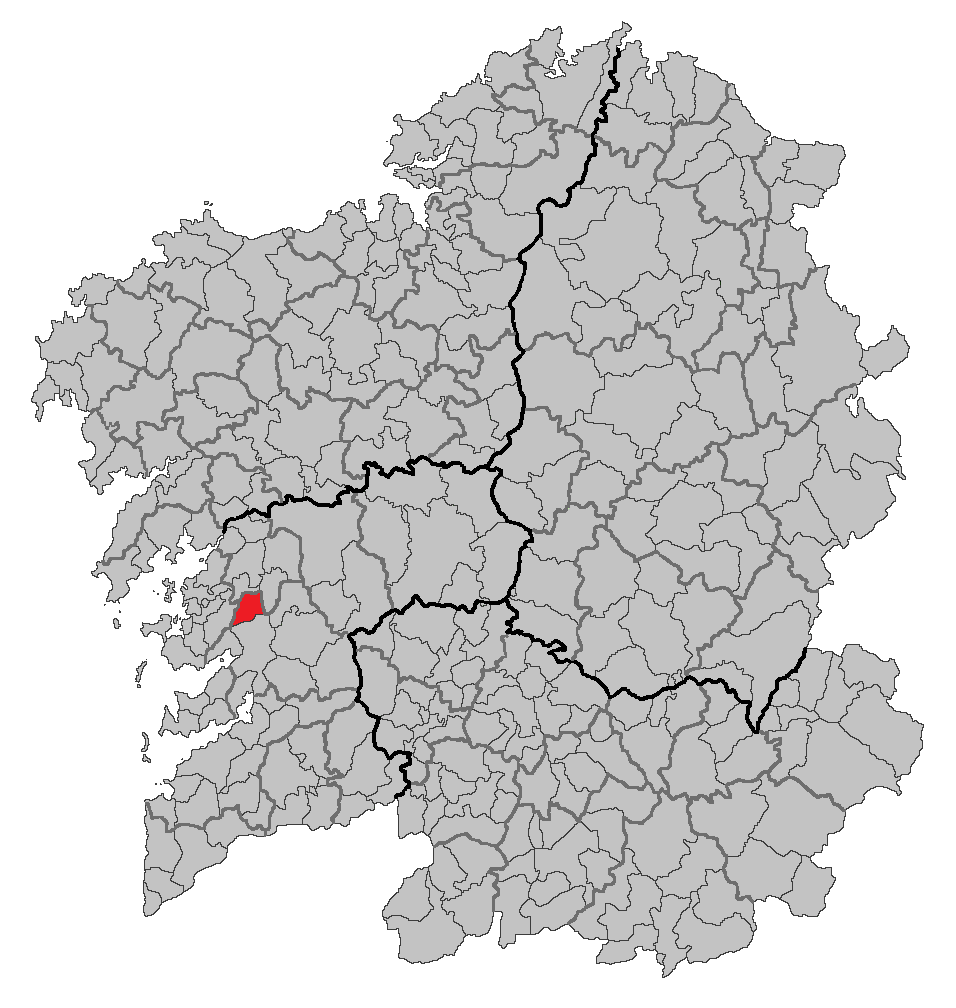
Localização de Barro

Barro é um município da Espanha na província de Ponte Vedra, comunidade autónoma da Galiza, de área 37,7 km² com população de 3426 habitantes (2007) e densidade populacional de 90,88 hab./km².

## Demografia
| Variação demográfica do município entre 1991 e 2004 | Variação demográfica do município entre 1991 e 2004 | Variação demográfica do município entre 1991 e 2004 | Variação demográfica do município entre 1991 e 2004 |
| --------------------------------------------------- | --------------------------------------------------- | --------------------------------------------------- | --------------------------------------------------- |
| 1991                                                | 1996                                                | 2001                                                | 2004                                                |
| 3633                                                | 3570                                                | 3468                                                | 3380                                                |